# ماریا لئون
ماریا لئون (اسپانیایی: María León‎؛ زادهٔ ۳۰ ژوئیهٔ ۱۹۸۴) بازیگر اهل اسپانیا است. وی از سال ۲۰۰۶ میلادی تاکنون مشغول فعالیت بوده‌است.
از فیلم‌ها یا مجموعه‌های تلویزیونی که وی در آن‌ها نقش داشته است، می‌توان به هر چه بیشتر، بهتر، داستان‌های ناگفتنی، اس‌ام‌اس: بی‌واهمه از رؤیا و بیمارستان مرکزی اشاره نمود.